# Thomas R. Kraus
Thomas R. Kraus (* 7. Januar 1949 in Recklinghausen; † 12. April 2019 in Aachen) war ein deutscher Historiker und langjähriger Archivdirektor des Stadtarchivs Aachen.

## Leben und Wirken
Im Wintersemester 1977/78 wurde Thomas Kraus Dr. phil. mit seiner Dissertation „Die Entstehung der Landesherrschaft der Grafen von Berg bis zum Jahre 1225“ an der Ruhr-Universität Bochum promoviert. Nach seinem 1977 begonnenen Archivrefendariat beim damaligen Hauptstaatsarchiv Düsseldorf und bei der Archivschule Marburg, das er 1979 abschloss, übernahm Kraus beim Stadtarchiv Aachen die stellvertretende Archivleitung. Als im Jahr 1997 der dortige Archivdirektor Herbert Lepper pensioniert wurde, wurde Kraus zu dessen Nachfolger berufen. Er leitete das Archiv bis zu seinem eigenen Ruhestand im Jahr 2014. Darüber hinaus war Kraus Mitglied im Aachener Geschichtsverein, den er von 1996 bis 2015 als Vorsitzender leitete.
Seine organisatorische Hauptaufgabe war die Planung und die Durchführung des Umzuges des Stadtarchivs im Jahr 2012 aus den vormaligen Räumen im Grashaus und denjenigen in der Außenstelle in der Barockfabrik in das ehemalige Fabrikhauptgebäude der Rhein-Nadel Automation am Reichsweg in Aachen.
Kraus war Verfasser und Herausgeber mehrerer Bücher vor allem mit Bezug zur Geschichte der Stadt Aachen sowie zahlreicher Aufsätze für diverse Fachzeitschriften. Sein Hauptwerk waren die Bände 3 bis 7 der Regesten der Reichsstadt Aachen. Auch konzipierte er 1994 eine große, im Krönungssaal des Aachener Rathauses gezeigte Ausstellung zur Französischen Zeit in Aachen mit dem Titel Auf dem Weg in die Moderne – Aachen in französischer Zeit 1792/93, 1794–1814; zu dieser Ausstellung legte er auch ein umfassendes Kataloghandbuch vor. Ab 2011 war er einer der Herausgeber einer auf sieben Bände angelegten Stadtgeschichte mit dem Titel: Aachen. Von den Anfängen bis zur Gegenwart, deren erster, zweiter, dritter und fünfter Band bereits erschienen ist.
Thomas R. Kraus war verheiratet mit Claudia Rotthoff-Kraus, Historikerin und Vorstandsmitglied des Geschichtsvereins des Bistums Aachen. Er fand seine letzte Ruhestätte auf dem Aachener Westfriedhof.

## Schriften (Auswahl)
- Die Entstehung der Landesherrschaft der Grafen von Berg bis zum Jahre 1225, Schmidt, Neustadt an der Aisch, Dissertation 1981, OCLC 164980626
- Jülich, Aachen und das Reich. Verlag der Mayer’schen Buchhandlung, Aachen 1987; ISBN 978-3-87519-109-7
- Auf dem Weg in die Moderne. Aachen in französischer Zeit 1792/1793, 1794–1814. Handbuch-Katalog zur Ausstellung, Aachen 1995 (Beihefte der Zeitschrift des Aachener Geschichtsvereins; Band 4), ISBN 978-3-98027-051-9
- „Europa sieht den Tag leuchten ...“: der Aachener Friede von 1748, Verlag des Aachener Geschichtsverein, Aachen 1998, ISBN 978-3-87707-524-1
- Regesten der Reichsstadt Aachen (einschließlich des Aachener Reiches und der Reichsabtei Burtscheid)
  - Band 3: 1351–1365, Droste Verlag, Düsseldorf 1999, ISBN 978-3-7700-7603-1
  - Band 4: 1366–1380, Droste Verlag, Düsseldorf 2002, ISBN 978-3-7700-7616-1
  - Band 5: 1381–1395, Droste Verlag, Düsseldorf 2005, ISBN 978-3-7700-7625-3
  - Band 6: 1396–1400, Droste Verlag, Düsseldorf 2008, ISBN 978-3-7700-7631-4
  - Band 7: Nachträge 1251–1400, Droste Verlag, Düsseldorf 2012, ISBN 978-3-7700-7639-0
- Thomas Kraus (Hrsg.), Marc Engels und Silke Raab: Zwangsarbeit in der Stadt Aachen: Ausländereinsatz in einer westdeutschen Grenzstadt während des Zweiten Weltkrieges. Verlag der Mayer’schen Buchhandlung, Aachen 2002, ISBN 978-3-87519-200-1
- Die Aachener Stadtrechnungen des 15. Jahrhunderts. Droste Verlag, Düsseldorf 2004, ISBN 978-3-7700-7622-2
- Aachen von den Anfängen bis zur Gegenwart.
  - Band 1: Die natürlichen Grundlagen. Von der Vorgeschichte bis zu den Karolingern. Verlag der Mayer’schen Buchhandlung, Aachen 2011. ISBN 978-3-87519-251-3
  - Band 2: Karolinger, Ottonen, Salier 765–1137. Verlag der Mayer’schen Buchhandlung, Aachen 2013 ISBN 978-3-412-50815-9
  - Band 3/1: Stadtwerdung und Ereignisse. 1138 bis 1500. Verlag der Mayer’schen Buchhandlung, Aachen 2014. ISBN 978-3-87519-257-5
  - Band 3/2: Lebensbereiche. 1138 bis 1500. Verlag der Mayer’schen Buchhandlung, Aachen 2015. ISBN 978-3-87519-259-9
  - Band 5: Von der Reichsstadt zur „bonne ville“: Aachen zur Zeit der Französischen Republik und unter Kaiser Napoleon I. (1792–1814). Zusammen mit Frank Pohle (Hrsg.), Schmidt, Neustadt a. d. Aisch 2018. ISBN 978-3-87707-144-1